# كارلوس بروس
كارلوس بروس (بالإسبانية: Carlos Bruce)‏ هو اقتصادي وسياسي بيروفي، ولد في 24 فبراير 1957 في ليما في بيرو. حزبياً، نشط في Possible Peru ‏ (2001 – 2011) وWe Are Peru ‏ وPeruvians for Change ‏. وقد انتخب عضو مجلس الشيوخ البيروفي ‏ وانتخب Minister of the Presidency of Peru ‏ وانتخب Ministry of Housing, Construction and Sanitation ‏.